# Rodney Bias
Rodney Bias (Livingston, 27 agosto 1979) è un ex cestista statunitense, professionista nella NBDL.

## Palmarès
- Miglior rimbalzista NBDL (2004)
- Migliore nella percentuale di tiro NBDL (2005)